# استکانی خوابیده
استکانی خوابیده (نام علمی: Campanula patula) نام یک گونه از سرده گل‌استکانی است.